# Claudius Bombarnac
Claudius Bombarnac (francuski: Claudius Bombarnac) pustolovni je roman Julesa Vernea koji je objavljen 1893. godine.

## Radnja
Claudius Bombarnac, izvjestitelj časopisa 20. stoljeće dobiva za zadatak pisanje putopisa o područjima kroz koje prolazi Transkaspijska željeznica. Prvo putuje željeznicom od Tiflisa (današnji Tbilisi) do Bakua, pa zatim brodom preko Kaspijskog jezera do luke Uzun Ade (ruski: Узун-Ада) u današnjem Turkmenistanu. Tamo se ukrcava na početak Transkaspijske željeznice i njome putuje do Pekinga. Na putovanju susreće zanimljive suputnike, uključujući jednog koji pokušava srušiti svjetski rekord za što brzi put oko svijeta te jednog koji se tijekom putovanja skriva u pakiranju kako ne bi platio putovanje. Claudius se nada da će jedan od njih biti junak njegovog djela, stoga da njegova priča ne bude jedan dosadan putopis. Claudius nije razočaran kada se vlaku priključuje poseban vagon kojeg čuvaju vojnici. Putnicima je rečeno da se u vagonu nalaze ostatci jednog značajnoga Mandarinca. Ispostavlja se da nije riječ o ostatcima jednog značajnoga Mandarinca, već o velikoj pošiljki koja se vraća iz Kine u Perziju. Nažalost, vlak mora prijeći veliki dio Kine kojom vladaju lopovi. Claudius do završetka puta pronalazi svojeg junaka. 
- Karte putovanja, nacrtao Léon Benett
- Karta De Tiflis à Kachgar koja prikazuje put od Tiflisa do Kašgara
- Karta De Kachgar à Pékin koja prikazuje put od Kašgara do Pekinga

## Vanjske poveznice
- The Adventures of a Special Correspondent at Project Gutenberg
- Claudius Bombarnac  Arhivirana inačica izvorne stranice od 17. studenoga 2019. (Wayback Machine) available at Jules Verne Collection  Arhivirana inačica izvorne stranice od 15. travnja 2005. (Wayback Machine) (in French)